# Езра Міллер
Езра Метью Міллер (англ. Ezra Matthew Miller; нар. 30 вересня 1992) — американський актор та музикант, відомий як виконавець ролей Вінні Ріццо у фільмі «Сіті-Айленд» (2009), Еліота Гелмана в «Another Happy Day» (2011), роллю Кевіна у фільмі «Щось не так з Кевіном» (2011) та Флеша у фільмі «Ліга справедливості» і «Флеш». Він також знявся у підлітковій драмі 2012 року «Переваги скромників» і трилогії фільмів «Фантастичні звірі».
Позаекранне життя Міллера було затьмарене численними скандалами та юридичними проблемами. З 2022 року його звинувачують у нападі, крадіжках, порушенні громадського порядку, домаганнях і грумінгу неповнолітніх, що призвело до численних арештів, звинувачень і заборонних приписів, що отримали широкий розголос.

## Дитинство та юність
Міллер народився та виріс в містечку Вайкофф, округу Берген штату Нью-Джерсі. Його мати, Марта Міллер (до шлюбу Кох) — професійна виконавиця танцю модерн німецького походження. Його батько Роберт С. Міллер, був старшим віцепрезидентом і керівним директором відділу видавництва книжок для дорослих Hyperion Books компанії Дісней і зараз працює видавцем в компанії Workman. В Езри є дві старші сестри — Сайя і Кейтлін. Актор описує себе як духовну людину, яка належить до євреїв (його батько — іудей, а мати — християнка).
Коли йому було 6 років, Міллер почав навчатись мистецтва оперного співу, щоб подолати дефект мовлення. Езра відвідував школу Rockland Country Day і The Hudson School. Він покинув школу у віці шістнадцяти років, коли вийшов його дебютний фільм «Afterschool».

## Кар'єра

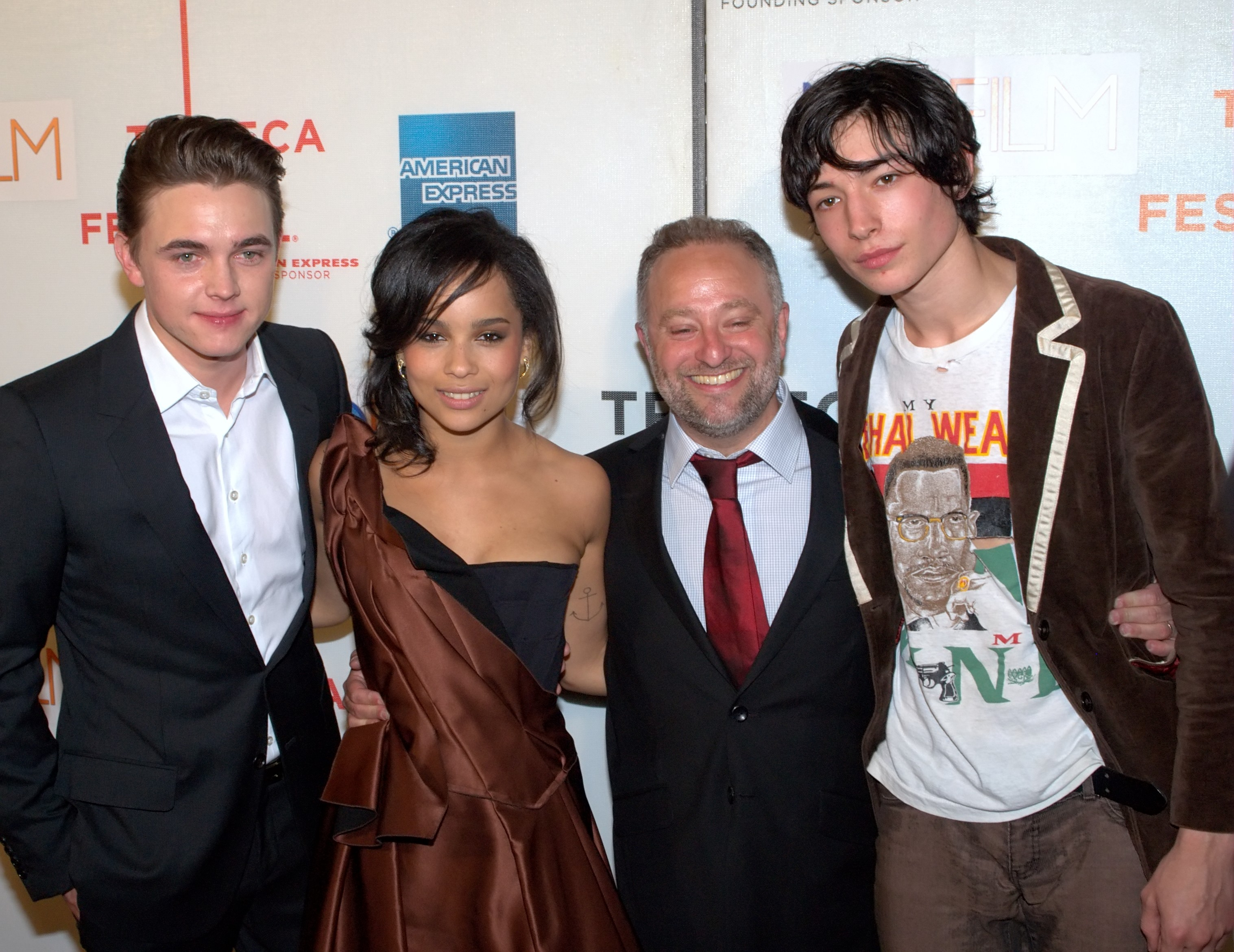
Міллер (крайній правий) на кінофестивалі Трайбека, 2010

Езра Міллер почав свою акторську кар'єру, знявшись у фільмі Антоніо Кампоса «Afterschool», в якому зіграв роль підлітка у школі-інтернаті. Після цього Міллер з'явився у стрічці «Сіті-Айленд» (2009), з Енді Гарсією, Джуліанною Маргуліс, та Стівеном Стрейтом, а також «Beware the Gonzo» та «Every Day», прем'єри обох відбулися на кінофестивалі Трайбека. Потім Міллер з'явився у фільмі виробництва BBC Films «Щось не так з Кевіном», адаптації однойменного роману американської письменниці Лайонел Шрайвер, написаного 2003 року. Їх колегами по фільму стали Джон Л. Рейлі та Тільда Свінтон. Картина стала сенсацією Каннського кінофестивалю та завоювала визнання критиків. Міллер також зіграв роль Деміена в успішному комедійному телесеріалі «Секс і Каліфорнія». Він з'явився у фільмі «Royal Pains» у ролі Такера Брайанта на два сезони. В екранізації роману «Переваги скромників» їх колегами стали Логан Лерман та Емма Вотсон. Прем'єра фільму відбулася 21 вересня 2012.
Езра Міллер, окрім усього іншого, також співає та грає на барабанах у власному нью-йоркському гурті Sons of an Illustrious Father.

## Особисте життя
У 2012 Міллер зробив камінг-аут і почав називати себе квіром, не ідентифікуючи свою особистість з конкретним гендером і сексуальною орієнтацією. Шість років потому він відмітив, що вважає себе не чоловіком чи жінкою, а небінарною персоною та «ледве ідентифікує себе як людину». Окрім того, він практикує поліаморію, перебуваючи у стосунках одразу з кількома квір-партнерами.
Він заявив: «Я б не назвав себе геєм, якби вирішив ідентифікувати себе. Мене приваблювали переважно „вона“, але я був з багатьма людьми, і я відкритий для любові, де б вона не була». Також він каже: «У мене багато справді чудових друзів, дуже різної статі та гендеру. Я ні в кого особливо не закоханий». Актор також додав: «У мене було багато, ну знаєте, „ночівель з щасливим кінцем“ у ранній юності… мій період пізнання — він для мене суттєвий. Той, хто не мав гей-моментів, ймовірно, намагається уникнути конфронтації з реальністю у своєму житті».
Використовує займенники they/them, its та ze/zir.
28 червня 2011 року в Піттсбурзі, Пенсільванія, де проходило фільмування фільму «Переваги скромників», Міллер був пасажиром в автомобілі, який зупинили через неробочі стоп-сигнали, і співробітники поліції виявили у нього 20 грамів марихуани. Його звинуватили у зберіганні наркотиків, проте пізніше обвинувачення було знято. Замість цього Міллер сплатив штраф у розмірі 600 доларів за хуліганську поведінку. Міллер пізніше прокоментував інцидент: «Я не знаю, чи є необхідність приховувати той факт, що я курю марихуану. Це нешкідливі трав'яні речовини, що підвищують сенсорну активність».
У серпні 2022 актор несподівано попросив вибачення за свої скандальні дії, пояснивши їх сильною кризою, та визнав, що має проблеми із психічним здоров'ям. Він також заявив, що звернувся за психологічною допомогою.

## Проблеми із законом
Починаючи з 2020 року, дії Міллера неодноразово ставали предметом судових розглядів і обговорення в ЗМІ та соціальних мережах. Актор був винуватцем інцидентів, пов'язаних із хуліганством, нападами і крадіжками зі зломом, які призвели до численних арештів і звинувачень. Окрім того, його звинуватили в грумінгу дітей.

### Інцидент з задушенням
6 квітня 2020 року в Твіттері з'явилося відео, на якому Міллер душить жінку і кидає її на землю. Variety підтвердив, що відео було знято в барі Prikið Kaffihús у Рейк'явіку, який Міллер часто відвідував. Співробітник бару впізнав людину на відео як Міллера, якого співробітники вивели з приміщення після події.

### Готель на півночі Ісландії
У 2020 році на півночі Ісландії Міллер орендував готель, де місцеві артисти записували альбоми. Згідно із повідомленням BBC, там Езра 6 днів зустрічався та займався сексом із дівчинами, зокрема й неповнолітніми. Потім, одна із 18-річних дівчат анонімно повідомила, що Міллер «сильно маніпулював», а також «спотворив й перевернув все, що вона знала про цей світ».

### Арешти на Гаваях
28 березня 2022 року Міллера заарештували на Гаваях після ймовірної бійки з відвідувачами після того, як він образив клієнтів у караоке-барі, і його звинуватили в хуліганстві та домаганні.
Три тижні потому, 19 квітня 2022 року, поліція Леілані-Естейтс знову взяла під варту Міллера у Пагоа за звинуваченням у нападі другого ступеня за те, що він нібито кинув стілець, який влучив у 26-річну жінку і поранив її, після того, як актора попросили піти під час приватної зустрічі. Лише за кілька годин після цього другого арешту Міллер відмовився від виправдань з приводу інциденту з караоке і був оштрафований на 500 доларів за хуліганство.

### Взаємини з Токатою «Iron Eyes» такомплекс месії
У червні 2022 року суд індіанської резервації Стендінг-Рок видав тимчасовий судовий наказ про захист від Міллера від імені 18-річної активістки Токати «Iron Eyes». Її батьки, Чейз «Iron Eyes» і Сара «Jumping Eagle», зажадали судового рішення у зв'язку з тим, що, за їх словами, Міллер використовував «насильство, залякування, погрозу насильства, страх, параною, омани і наркотики», щоб контролювати їхню доньку. Стосунки між Міллером і Токатою «Iron Eyes», які почалися 2016 року, коли Міллеру було 23 роки, а їй — 12 років, також включали в себе політ Токати до Лондона 2017 року, щоб провідати Міллера на зйомках «Злочинів Грін-де-Вальда». «Iron Eyes» кинула школу 2021 року нібито через Міллера. Її батьки також стверджували в судових документах, що Міллер завдав побоїв із синцями їхній дочці і що Міллер маніпулював їхньою донькою, щоб та повірила, що вона — трансгендер. Пізніше було опубліковано текстові та відеовідповіді в Інстаграм-акаунті, який, як вважається, належить Токаті, що спростовували звинувачення її батьків; однак батьки у відповідь заявили, що їхня дочка не контролює свої соціальні мережі, що Токата побічно підтвердила, заявивши у відеовідповіді, що не користується телефоном за власним бажанням. Станом на 10 червня 2022 року, правоохоронним органам не вдалося знайти Міллера, щоб передати йому судовий наказ. Потім Міллер розмістив у своєму акаунті в Інстаграм повідомлення, які висміюють спроби суду знайти його.
У серпні колишній музичний соліст Міллер Олівер Ігнатіус заявив, що був свідком того, як Міллер словесно ображав Токату «Iron Eyes» через те, що вона носила макіяж. «Iron Eyes» захистила Міллер, назвавши інцидент «кокетливим коментарем» і частиною «квір-діалогу»; вона назвала звинувачення в жорстокому поводженні «гомофобними». За словами колишнього мешканця ферми Міллера у Вермонті, Міллер вважав, що люди критикують їхні стосунки із Токатою, бо вона «апокаліптична індіанська богиня павуків», яка разом з Міллером як Ісусом Христосом здійснить революцію корінних народів. Міллер нібито називає себе Месією для корінних американців, хоча Міллер не має корінного походження і є єдиною людиною, яка робить таку заяву. Vanity Fair опитав людей з оточення Міллера і написав: «Він сповідує, що ходить по цьому світу з індіанським смиренням і духовним усвідомленням, — каже один з інсайдерів з корінних народів. Але, по суті, це зовсім не так. Тому що йому байдуже».

### Звинувачення в домаганнях
16 червня 2022 року мати та її дванадцятирічна дитина отримали тимчасовий судовий наказ про запобігання домагань Міллера в Массачусетсі після того, як Міллер нібито погрожував сім'ї жінки та виявляв неналежну поведінку по відношенню до дитини. За словами матері та дитини, Міллер, який спочатку був у гостях у сусіда, несподівано з'явився в будинку сім'ї, одягнений у бронежилет і розмахуючи пістолетом, перш ніж «домагатися» до дитини, «некомфортно» торкаючись її стегон.. Міллер знав цю сім'ю з лютого, коли він виявив інтерес до дитини через її «стиль і рівень зрілості». Міллер нібито запропонував разом із дитиною запустити лінію одягу й оплатити її відвідування школи дизайну. За словами матері, Міллер вважав дитину могутньою «містичною істотою», якій «пощастить, якщо Езра спрямує і захистить її». Незадовго до того, як у червні було видано наказ, Міллер нібито прибув у будинок сім'ї, одягнений як ковбой, і спробував купити дитині коней.
Кримінальних звинувачень не було висунуто, а 30 червня 2023 року наказ було скасовано. Адвокат Міллера Марісса Елкінс заявила, що всі зустрічі між ними та дитиною були ініційовані матір'ю, що вони ніколи не були наодинці з дитиною, і вони лише двічі спілкувалися протягом короткого часу в присутності інших дорослих. Вона також заперечила, що Міллер розмахував пістолетом, і заявила, що вони не змогли з'явитися до суду, щоб захистити себе, коли було видано ордер.

### Інциденти на фермі у Вермонті
Згідно із повідомленням Rolling Stone, Міллер із середини квітня 2022 року надавав будинок жінці, яку він зустрів у Гіло, Гаваї, і трьом її дітям на фермі Міллера в Стемфорді, штат Вермонт. Як анонімні, так і названі джерела, а також батько дітей, стверджують, що зброя і боєприпаси легко доступні для дітей у віці від одного року до п'яти років, і що однорічна дитина засунула собі в рот незакріплену кулю. Жінка стверджує, що Міллер запропонував притулок для лікування і втечі від батька дітей, який, за її словами, був аб'юзивним. В інших претензіях згадуються штурмові гвинтівки, підперті купами дитячих м'яких іграшок, і гості, які палять марихуану на очах у дітей у кімнатах без належної вентиляції. Те саме джерело повідомило, що Міллер займається великим неліцензованим виробництвом марихуани, вирощуючи значно більше, ніж дозволено законами штату. Пізніше жінка, яка є тією матір'ю трьох дітей, виступила проти звинувачень, що стосуються Міллера, заявивши, що все є брехнею, і що Міллер «врятував» її життя, запропонувавши свій дім як притулок і замістивши дітям батьківську фігуру.

### Звинувачення в крадіжці зі зломом
За даними поліції штату Вермонт, 7 серпня 2022 року Міллеру висунули обвинувачення в крадіжці зі зломом у Стемфорді, штат Вермонт, унаслідок імовірного викрадення пляшок з алкоголем із приватного будинку в травні 2022 року. Поліція впізнала Міллера за кадрами відеоспостереження. Міллер мав постати перед судом 26 вересня 2022 року. За тиждень до запланованої дати пред'явлення обвинувачення представник Міллера заявив, що будинок належить колишньому другу дитинства Міллера і що Міллер вважає, що він може увійти в будинок, щоб отримати рисове вино для приготування їжі. Пізніше обвинувальний вирок було перенесено на 17 жовтня 2022 року. З'явившись у суді в цей день дистанційно, Міллер не визнав себе винним у пред'явлених звинуваченнях. Наступне засідання у цій справі було призначено на 13 січня 2023 року. За день до запланованого слухання він визнав свою провину у незаконному проникненні, що призвело до зняття звинувачення у крадіжці зі зломом. У день слухання суд затвердив визнання Міллера винним у незаконному проникненні.

## Фільмографія
| Рік       | Оригінальна назва                           | Назва українською                              | Роль               | Примітки |
| --------- | ------------------------------------------- | ---------------------------------------------- | ------------------ | --- |
| 2008      | Afterschool                                 |                                                | Роберт             | |
| 2008      | Californication                             | Секс і Каліфорнія                              | Деміен             | серіал; 5 серій |
| 2009      | Law & Order: Special Victims Unit           | Закон і порядок: Спеціальний корпус            | Ітан Морс          | серіал; Серія: «Crush» |
| 2009      | City Island                                 | Сіті-Айленд                                    | Вінс мл.           | |
| 2009-2010 | Royal Pains                                 |                                                | Такер Брайант      | серіал; 5 серій |
| 2010      | Every Day                                   |                                                | Джона              | |
| 2010      | Beware the Gonzo                            |                                                | Іді 'Гонзо' Гілман | |
| 2011      | Another Happy Day                           | Родичі                                         | Еліот              | Hamptons International Film Festival for Breakthrough Performer |
| 2011      | We Need to Talk About Kevin                 | Щось не так з Кевіном                          | Кевін Хачадурян    | Номінований — BIFA Award for Best Supporting Actor British Independent Film Award for Best Supporting Actor Номінований — Broadcast Film Critics Association Award for Best Young Performer |
| 2012      | The Perks of Being a Wallflower             | Переваги скромників                            | Патрік             | Hollywood Film Festival Spotlight Award San Diego Film Critics Society Award for Best Performance by an Ensemble Santa Barbara International Film Festival — Virtuoso Award Номінований — MTV Movie Award for Best Breakthrough Performance Номінований — MTV Movie Awards for Best Musical Moment (разом з Логаном Лерманом та Еммою Вотсон) Номінований — Detroit Film Critics Society\|Detroit Film Critics Society Award for Best Supporting Actor Номінований — Phoenix Film Critics Society Award for Best Supporting Actor |
| 2014      | Madame Bovary                               | Пані Боварі                                    | Леон               | |
| 2015      | The Stanford Prison Experiment              | Стенфордський експеримент                      | Даніел Калп        | |
| 2015      | Trainwreck                                  | Дівчина без комплексів                         | Дональд            | |
| 2016      | Batman v Superman: Dawn of Justice          | Бетмен проти Супермена: На зорі справедливості | Баррі Аллен / Флеш | Камео |
| 2016      | Suicide Squad                               | Загін самогубців                               | Баррі Аллен / Флеш | Камео |
| 2016      | Fantastic Beasts and Where to Find Them     | Фантастичні звірі і де їх шукати               | Креденцій          | |
| 2017      | Justice League                              | Ліга Справедливості                            | Баррі Аллен / Флеш | |
| 2018      | Fantastic Beasts: The Crimes of Grindelwald | Фантастичні звірі: Злочини Ґріндельвальда      | Креденцій          | |
| 2021      | Zack Snyder's Justice League                | Ліга справедливості Зака Снайдера              | Баррі Аллен / Флеш | |
| 2021      | Invincible                                  | Невразливий                                    | Сінклер            | голос, 1 епізод |
| 2022      | Fantastic Beasts: The Secrets of Dumbledore | Фантастичні звірі: Таємниці Дамблдора          | Креденцій          | |
| 2023      | The Flash                                   | Флеш                                           | Баррі Аллен / Флеш | |